# カトリーナの全部全力!
『カトリーナの全部全力!』（カトリーナのぜんぶぜんりょく）は、CBCラジオの情報・バラエティ番組。

## 概要
パーソナリティは加藤里奈。自身の冠が付いた放送番組は当番組が初めてとなる。

## 放送時間
毎週土曜日 13:00～16:15(2024年10月5日放送〜)
- 特別番組が組まれる場合、15:00放送終了になることもある。
- オープン戦やデーゲーム中継がある場合、14:00放送終了になる。雨天、その他不可抗力により試合中止なった場合、番組継続。

毎週日曜日 13:00～15:00(〜2024年9月29日放送)
- 「CBCドラゴンズサンデー」で放送する中日ドラゴンズ戦が行われる場合は、その試合開始予定5分前までの短縮放送であるが、雨天、その他不可抗力により中止となった場合は、予備カードの設定が原則ないため、その場合はフルバージョンに準ずるが、デーゲーム予定時間は、その中継の協賛スポンサーの提供が付く
- また日曜日にナイトゲームが組まれる場合は、スポンサード番組の放送時間の変更などの都合から、早い段階で試合が中止となった場合であっても14:15で終了とする。
- 2020年6月以降、「CBCドラゴンズサンデー」で短縮する時も、加藤は引き続き本社スタジオ担当で出演する。
  - 当日の中継がデーゲームでなくナイターの場合でも出演する。
  - 2020年8月16日は野球中継が13時スタートで番組自体は休止となるが、通常通り中継の合間にスタジオ出演がある。
  - 2024年6月〜9月の一部の日は野球中継が13:27開始の為、27分間の放送。その間は収録放送になった(収録日は生放送あった時の直後か月曜日or火曜日のドラ魂キング放送後)。

## コーナー
野球中継で短縮バージョンとなる場合は、主に★のコーナーが放送される。
現在(日曜日時代からの継続含めて)
- ハピハピカトリーナ★ - 加藤が最近ハッピーになったモノ・コト・エピソードを語る。
- みきママのゆるメシ - 料理研究家・藤原美樹が加藤に時短・簡単・節約・豪華なレシピを伝授する。
- 青春のオトモ★ - 様々な懐かしいモノ・コトについてメッセージを募る。
- ハヤリーナ - いま世間で流行しているものをお父さん・お母さん世代に分かりやすく紹介。
- カトリーナの全力ドラゴンズ - 土曜日に引越し後にできたコーナー。
- 全力エンタメ　- ゲスト(収録)のインタビューを放送。
- 今週のシェアシェア - シェアシェアならぬ、シェアリーナがみんなのちょっとした幸せをシェアしようとするコーナー。
- ドラゴンズ情報★ - 13時台番組終盤に試合当日の実況担当が情報を伝える。

過去のコーナー
- 瀧クリの僕の１週間 - 瀧川幸樹クリストファーアナが自信の一週間にあった出来事を伝えるコーナー。

日曜日時代
- ドラゴンズ情報★ - 13時台後半・14時台後半にスポーツアナウンサーが情報を伝える。
- こじらせ女子の全部たわごと - 実際の恋愛経験はあまりないがなぜか人によく恋愛相談をされる加藤が、今まで見聞きしてきた恋愛ソング・ドラマ・映画・他人の経験談などの知識を総動員して恋愛相談に応える。しかし、コーナーにメールがこなかったせいか早々と自然消滅してしまった。
- 謎の商店街のコーナー - 個性的な店主たちが営む店に週替わりで訪問し、店主こだわりの選曲を楽しむ。加藤によれば、これらは同じ一つの商店街にある店々であると言う。[1]また、店主同士には過去に色々関係があった事が時々ほのめかされる。※2024年10月改変から商店街の店主が本業で多忙になってしまった為、不定期放送となった
  - 喫茶めがね - 『ドラ魂キング』でも開店している店が当番組でも開店。B'zの曲を選曲。
  - シーサイドカフェ海坊主 - 店主の南星男が新鮮な海の幸とサザンオールスターズの楽曲を提供する。
  - 神戸南京町・中華西村亭 - チャーハンとゆずの名曲を流すお店。謎のコック・サイソンと店主が登場する。
  - 肉のアヤコ - 喫茶めがねのマスターと同級生という女店主アヤコの肉料理店。aikoの曲を選曲。
  - ほか弁宮弁 - 名古屋弁の店主が営む弁当屋。中年のおじさんのイメージとギャップのある曲を選曲。
  - サロン柳 - 2020年12月27日初登場。アラ還の美容師が嵐の曲を選曲。
  - パティスリー光山 - 2021年3月21日初登場。加藤と同じくアラサー独身で彼女なしのアムール光山が店主。
  - ペットショップユカーシャ - 2021年6月20日初登場。ひっそりと営まれているが実は一帯全てを仕切る不動産屋という女店主が選曲。
  - 占い・ユナにお任せ - サイソンのお友達ユナがジャパニーズカルチャーを享受。アニメソングを選曲。
  - 銭湯・高田湯 - 番頭のおっちゃんが趣味でおすすめの温泉地を紹介。旅行がテーマの楽曲を選曲する。
  - 旅行センター・バラトラベル - 鉄道好きでもあり、旅行好きでもあるバラ店長がおすすめの旅行地を、自身が持つデータでおすすめする。
  - ファッションセンター光山 - 2023年3月19日初登場。秋フェスで「私服がダサい」と揶揄されて、リスナーからリクエストされて登場。店長光山が「ジャニーズ好き」ということで、ジャニーズの楽曲を選曲。光山はこれで2店舗目の開店
  - 電脳喫茶AI - 自称商店街のかわいい代表と呼ばれているAIがボーカロイド曲を享受。
  - カプセルトイ・サトランド-サトが自分とのトークの権利をガチャで決める。
- ハッピーバースデーのコーナー - 放送日近辺で誕生日のほか記念日を迎えたリスナーをお祝いする。(〜2024年3月30日)
- エールのコーナー - 日常の事、これからの事などを応援するコーナー
- カトリーナと考えよう！SDGs - 2020年11月15日スタート。最近話題によくのぼるSDGsについて身近な話題を取り上げる。

## 特別企画
- 2020年7月26日は「CBCラジオネットで夏まつり」でYouTubeLiveとラジオで（一部サイマル）生放送した。ゲストは戸井康成。
- 2020年11月7日は「CBCラジオネットで秋まつり」でYouTubeLiveとラジオで生放送。ゲストは山内彩加。
- 2021年7月18日は「CBCラジオネットで夏まつり」でYouTubeLiveとラジオで（一部サイマル）生放送した。ゲストは三浦優奈。
- 2022年4月9日には番組100回・オアシス21の20周年・ドラゴンズストアサカエの1周年を記念したコラボ企画として、初の公開収録[2]を行った。ゲストは川上憲伸で、収録の翌日に放送された。
- 2022年5月4日は「ドラ魂ワイド」の２０時台で「カトリーナの全部全力!増刊号」を放送。
- 2023年10月29日には「江崎グリコ牧場しぼり　たくさん売るまで帰れません！inマックスバリュ徳川明倫店」を開催。本人は同日AM11時ごろに来店したが他局のイベントがあった為すぐに退店。本人はCBCのスタジオから通常通り番組生放送、会場は光山雄一朗アナによる実況中継となった。ゲストは三浦優奈と吉見一起。
- 2024年6月23日には「江崎グリコ牧場しぼり　たくさん売るまで帰れません！inマックスバリューグランド千種若宮大通店」を開催。野球中継開催により30分(実際は27分)公開生放送もあった。ゲストは三浦優奈、安藤渚七、辻本達規(BOYS AND MEN)
- 2024年11月9日は「CBCラジオ秋祭りinリトルワールド」で公開生放送。中継担当は瀧川幸樹アナ、中継先ゲストがつボイノリオ、小高直子、大前りょうすけ、山内彩加。
- 2025年1月19日はCBCハウジング名駅北で公開録音イベント。ゲストは吉見一起。
- 2025年2月1日は番組初自身初の沖縄琉球放送のスタジオから放送。キャンプ取材報告がメイン。

## スペシャル番組
年末スペシャル
2020年12月29日（火）の13:00-17:00に放送。レギュラー企画のスペシャル版をラインナップし、15時台の1時間はパートナーにシーサイドカフェ店主の南星男を迎えた。
- 青春のオトモ - 「カトリーナが選ぶ2020年ベスト10」として、過去に募集したテーマから加藤が印象に残った10選を紹介。放送時未採用の投稿も取り上げる。
- みきママのゆるメシ - 「みんながよく食べるおせち」レシピを紹介。
- こじらせ女子の全部たわごと - 加藤の高校時代の同級生2人と電話をつなぎ、高校時代の加藤の様子やなぜ彼氏が出来ないのかなどを語ってもらう。
- 謎の商店街スペシャル - 週替わりで登場している各店主が、年末年始の店や店主の様子と加藤に贈りたい曲について語る。

あけおめHAPPYスペシャル
2022年1月3日（月）の15:00-17:00に放送。
元日からぜんりょくスペシャル
2023年1月1日（日）の14:30-17:00に放送。
新春スペシャル
2024年1月3日（水）の15:00-17:00に放送。
2025年1月3日（金）の15:00-17:00に放送。

## 備考
- 番組タイトルの「全部全力」とは、加藤の座右の銘である。
- 『ドラ魂』金曜同様、その日のコーディネートをホームページに掲載している。この番組でのテーマは『こじらせ女子の妄想コーデ』。
- 番組第1回には約500通のメッセージが届いた。
- 番組テーマ曲はBiSHのI am me.
- 日曜日時代、番組最後が「この後は競馬中継でお楽しみください」と台本が変更されている。以前は「この後はGoGo競馬サンデーでお楽しみください」と記され言っていたが、2021年2月7日放送で「ゲーゲー(GeGe)競馬サンデー」と誤って言ってしまい、スタッフを困惑させてしまった為急遽変更された。この件は2024年10月25日放送のドラ魂キングでドラ番担当の榊原悠介にいじられた。
- 2024年秋改編で、直前番組「若狭敬一のスポ音」内で放送されていた「レッツ草野球トクサンラジオwithライパチ」のコーナーが、14:30頃に組み込まれた。しかし、2025年春改変で「スポ音」に再び戻された。
- 土曜日引っ越しに伴い、番組ジングルが一部変更された(日曜日時代に使っていたものも併用)
- 2025年2月15日放送の青春のオトモのテーマが「本命チョコ」で、メールがあまりにも少なかった為、本人も困っていた。
- 2025年4月からポッドキャスト放送開始。番組終了後に収録し、番組中に読まれなかったメールを取り上げる。